# Кемп-Пойнт (Іллінойс)
Кемп-Пойнт (англ. Camp Point) — селище (англ. village) в США, в окрузі Адамс штату Іллінойс. Населення — 1121 особа (2020).

## Географія
Кемп-Пойнт розташований за координатами 40°2′17″ пн. ш. 91°3′58″ зх. д. / 40.03806° пн. ш. 91.06611° зх. д. (40.038021, -91.066167).  За даними Бюро перепису населення США в 2010 році селище мало площу 2,95 км², уся площа — суходіл.

## Демографія
Згідно з переписом 2010 року, у селищі мешкали 1132 особи в 441 домогосподарстві у складі 295 родин. Густота населення становила 384 особи/км².  Було 492 помешкання (167/км²).
Расовий склад населення:
| - 98,0 % — білих - 0,4 % — корінних американців - 0,2 % — чорних або афроамериканців - 0,2 % — азіатів |

До двох чи більше рас належало 1,1 %. Частка іспаномовних становила 0,9 % від усіх жителів.
За віковим діапазоном населення розподілялося таким чином: 25,1 % — особи молодші 18 років, 58,1 % — особи у віці 18—64 років, 16,8 % — особи у віці 65 років та старші. Медіана віку мешканця становила 37,8 року. На 100 осіб жіночої статі у селищі припадало 94,8 чоловіків;  на 100 жінок у віці від 18 років та старших — 88,4 чоловіків також старших 18 років.
Середній дохід на одне домашнє господарство  становив 54 211 долар США (медіана — 42 240), а середній дохід на одну сім'ю — 61 368 доларів (медіана — 49 792). Медіана доходів становила 38 542 долари для чоловіків та 29 500 доларів для жінок. За межею бідності перебувало 11,0 % осіб, у тому числі 16,3 % дітей у віці до 18 років та 8,7 % осіб у віці 65 років та старших.
Цивільне працевлаштоване населення становило 559 осіб. Основні галузі зайнятості: освіта, охорона здоров'я та соціальна допомога — 22,4 %, роздрібна торгівля — 15,4 %, виробництво — 12,7 %.